# B细胞

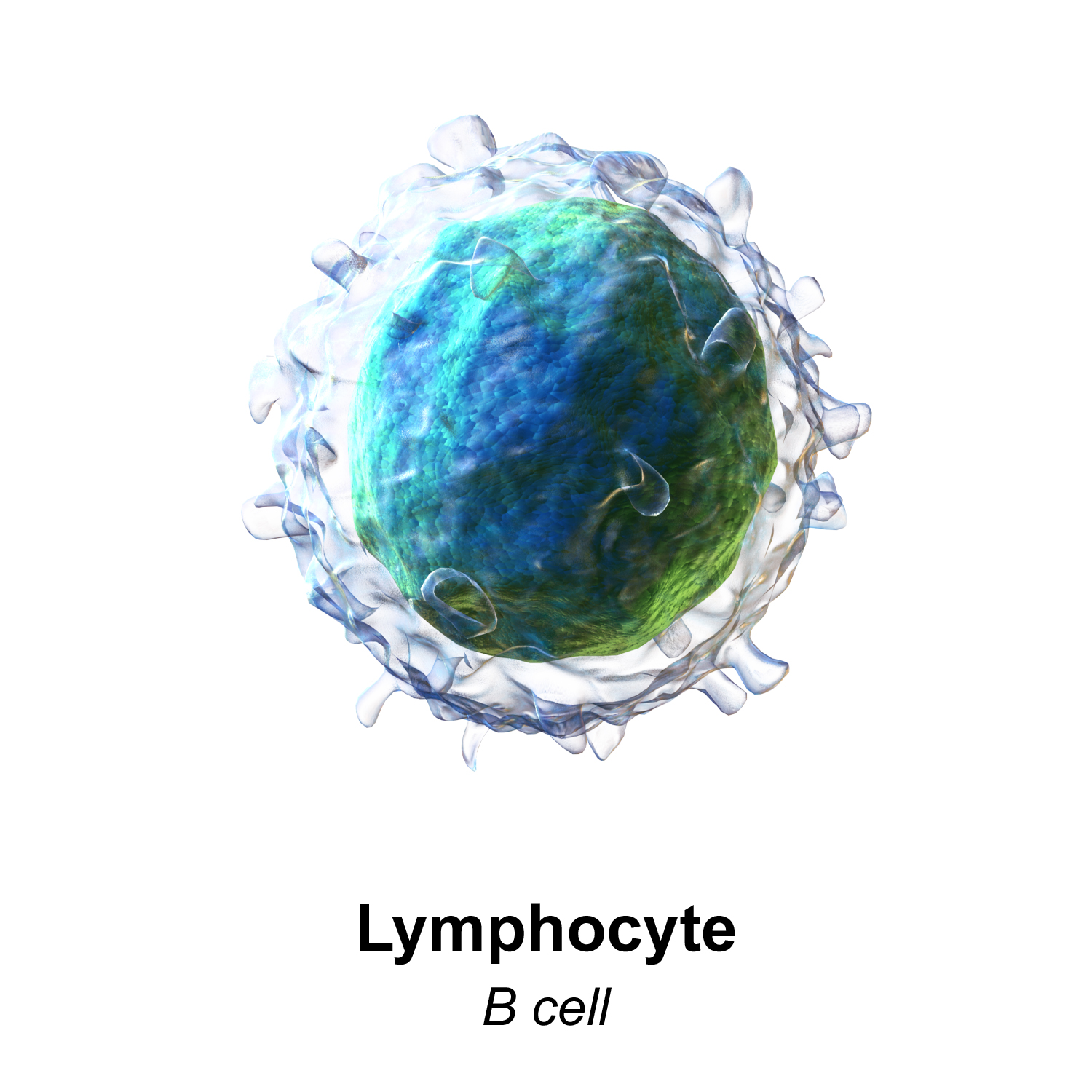
B细胞的一个3D演示

B细胞（英語：B cell），也称B淋巴球（B lymphocyte），是白血球中一種淋巴細胞的亞型。B細胞屬於後天免疫系統的體液免疫，作用為分泌抗體。此外，B細胞能呈現抗原（也屬於抗原呈遞細胞）並分泌細胞激素。哺乳動物的B細胞在骨髓中成熟，骨髓位於多數骨骼的核心。鳥類的B細胞在腔上囊（Bursa of Fabricius）中成熟，腔上囊是一種淋巴器官，「B」其實是指腔上囊，而不是一般認為的骨髓（Bone marrow）。

## 发育
它来源于骨髓中的造血干细胞，在骨髓中成熟，在體液免疫中產生抗體，起到重要作用。當遇到抗原時，會分化成核比例較大的漿細胞。漿細胞的細胞質中且會出現一些顆粒，這些顆粒容易被甲基藍等天青染料所染色，同時會出現抗體，表現在細胞膜或釋放出去。另一部分B细胞经过抗原激活后并不成为浆细胞，而是成为记忆B细胞。当再次遇到相同抗原时，记忆B细胞能迅速作出反应，大量分化增殖。
B细胞在骨髓中需要经过两轮筛选才能够发育为正常的B细胞。第一轮阳性选择与抗原反应无关，是针对B细胞受体（BCR）以及其前体pre-BCR的。如果这些受体不能很好地结合它们的配体，B细胞就会停止发育。第二轮阴性选择则是检查B细胞与自身抗原的结合力，如果结合力过强，B细胞就会凋亡。阴性选择确保了免疫耐受的状态，使得B细胞不会对自体抗原发生免疫反应。
为了完成发育，非成熟B细胞需要从骨髓迁移到脾脏，完成过渡期。B细胞的过渡期分为T1和T2期。从B细胞离开骨髓到它们迁入脾脏，这段时间的B细胞属于T1期B细胞。而T1期B细胞将在脾脏中发育为T2期B细胞。取决于它们通过BCR和其他受体接收到的信号，T2期B细胞既可以分化为滤泡（FO）B细胞，也可以分化为边缘区（MZ）B细胞。一旦分化完成，它们就被视为成熟（mature）B细胞，或者说初级（naive）B细胞。

## 活化
B细胞活化发生在次级淋巴器官，例如脾脏和淋巴结。在B细胞离开骨髓，随着血流迁移到次级淋巴器官的过程中，会始终接收来自淋巴循环的抗原。在次级淋巴器官内，当B细胞通过BCR结合抗原时，B细胞活化就开始了。虽然B细胞活化的详细机理尚未解明，但是有观点认为其符合类似T细胞活化的动力学模型。即在静息状态下细胞膜上的BCR处于磷酸化和去磷酸化的平衡中，而B细胞与抗原呈递细胞的接触将使平衡往BCR磷酸化的方向倾斜，从而起始B细胞的活化。在3类B细胞中，滤泡B细胞更倾向于发生依赖T细胞的活化，而边缘区B细胞和B1细胞更倾向于发生不依赖T细胞的活化。
细胞表面受体CD21、CD19和CD81可以组成B细胞共受体复合物，而CD21的表达可以增强B细胞的活化。 当BCR结合了一个与C3补体蛋白片段的抗原时，CD21可以与补体C3结合，激活CD19和CD81的下游信号，从而使细胞更容易被活化。

### 依赖T细胞的活化
包括蛋白质抗原的一部分抗原，必须依赖T细胞才能活化B细胞，这类抗原称为T细胞依赖（TD）抗原。这类抗原无法在缺少T细胞的机体内引发体液免疫反应。这类抗原引发的免疫反应往往需要几天时间，产生的抗体相对于不依赖T细胞的反应，亲和力更高，功能也更广泛。
TD抗原和BCR结合后，就会被B细胞胞吞进入细胞内。这些抗原被切割为片段后，以和MHC-II分子结合的状态回到细胞膜上。辅助T(TH)细胞，特别是滤泡辅助T(TFH)细胞，将会以自身的T细胞受体(TCR)识别B细胞表面结合了抗原片段的MHC-II分子。TCR成功识别结合MHC-II分子后，T细胞将在细胞表面表达CD40L蛋白质，并分泌白血球介素-4和白血球介素-21等細胞激素。CD40L和B细胞表面CD40分子的结合对B细胞活化是必要的。这一过程将促进B细胞增殖、免疫球蛋白类型转换、體細胞超突變、以及T细胞发育和分化。来自T细胞的细胞因子也发挥类似的作用。一旦B细胞接受了上述来自T细胞的信号，这个B细胞就被认为是活化了。
活化后的B细胞将分化为提供快速保护的短寿命浆母细胞，以及提供长期保护的长寿浆细胞和记忆细胞。分化的第一步发生在淋巴结滤泡外的次级淋巴器官，在这一步分化中，活化B细胞增殖，可能发生免疫球蛋白类型转换，最终分化成浆母细胞，分泌的抗体类型主要是结合力相对较弱的IgM。第二步分化中，活化B细胞将进入淋巴结滤泡并形成生发中心。生发中心是专门适应B细胞增殖分化的微环境，B细胞在其中大量增殖，发生免疫球蛋白类型转换，并在体细胞超突变中完成亲和力成熟。生发中心中的TFH细胞能加速这项工程，并最终产生具有高亲和力和较长寿命的记忆细胞和浆细胞。这些可以分泌大量抗体的浆细胞可能留在次级淋巴器官中，但更有可能会迁移回骨髓。

### 不依赖T细胞的活化
包括外源多糖和未甲基化CpG DNA在内的T细胞非依赖抗原，即使在缺少T细胞的机体内也可以活化B细胞，引发体液免疫反应。这样的免疫反应相对来说更快速，但是产生的抗体亲和力相对较低，功能也相对局限。
TI抗原也需要一些额外信号来完成对B细胞的活化，这些额外信号可能是B细胞上Toll样受体对常见微生物组分的识别，也可能是细菌表面重复抗原表位造成的B细胞表面BCR广泛交联。被TI抗原活化的B细胞将在滤泡外的次级淋巴器官中增殖，经过可能的免疫球蛋白类型转换，最终分化为提供快速短时防护的浆母细胞，以及一部分长寿浆细胞。

### 记忆B细胞活化
记忆B细胞在识别到特定抗原后活化，这一抗原的种类在其最初分化时就已决定。一些记忆B细胞不需要T细胞的帮助就可以被活化，例如某些病毒特异性记忆B细胞；但是其他的记忆B细胞仍然需要T细胞的帮助才能活化。和初次免疫反应类似，记忆B细胞的BCR结合特定抗原后，抗原就会被B细胞胞吞加入细胞内。这些抗原被切割为片段后，以和MHC-II分子结合的状态回到细胞膜上。对同一个抗原有记忆的记忆辅助T(TH)细胞，特别是滤泡记忆辅助(TFH)细胞，将会以自身的TCR识别记忆B细胞表面结合了抗原片段的MHC-II分子。相似的，在此之后，经过接受T细胞的信号转导，活化的记忆B细胞将在滤泡外增殖分化为浆母细胞和浆细胞，或者在生发中心内分化成浆细胞和记忆细胞。在第二次免疫反应中，记忆B细胞是否会在生发中心进行进一步的亲和力增强尚不明确。

## B细胞分类
- 浆母细胞：一种寿命较短，可增殖，可分泌抗体的B细胞。产生于免疫反应早期，其分泌的抗体相对于浆细胞而言亲和力较低[2]。
- 浆细胞：一种寿命较长，不再增殖，可分泌抗体的B细胞。有证据表明，初级B细胞分化到浆细胞的过渡阶段与浆母细胞类似。相对于浆母细胞，浆细胞由于在生发中心中完成了亲和力成熟过程，分泌的抗体亲和力较高，分泌抗体的量也更多[12]。
- 淋巴浆细胞样细胞：一种具有浆细胞特征的B细胞。这种细胞类型出现于前期或恶性漿細胞惡病質（英语：Plasma cell dyscrasias），与IgM的过度分泌相关[22]。
- 记忆B细胞：一种寿命很长，处于休眠期的B细胞。它们在血液中循环，一旦遇到其原来分化来的B细胞曾识别的特定抗原，就可以起始快速而强力的免疫反应[21]。
- B-2细胞：
  - 滤泡(FO)B细胞：有时也称为B-2细胞。最常见的一类B细胞，除了在血液中，主要存在于次级淋巴器官的滤泡内。免疫反应中高亲和力的抗体主要是它们的功劳。
  - 边缘区(MZ)B细胞：主要在脾脏的边缘区被发现。由于脾脏的边缘区的血流量很高，它们是对抗血源性病原体的第一道防线[23]。相对而言更容易发生不依赖T细胞的B细胞活化[12]。
- B-1细胞：在人和小鼠仅占 B细胞总数的5%~10%，（但具有类似特性的细胞在兔和牛中是主要的B细胞群体）。[24]其发育途径不同于滤泡B细胞和边缘区B细胞。在小鼠体内，它们主要存在于胸膜腔和腹膜腔[25]，生产天然抗体（在无感染的情况下产生的抗体），抵抗粘膜病原体，主要发生不依赖T细胞的B细胞活化。[需要可靠醫學來源]，此外有發現CD5+的B-1细胞，所以CD5+B-1细胞稱為B-1a，CD5-的B-1细胞稱為B-1b。[26]
- 调节B细胞（英语：Regulatory B cell）：一类免疫抑制细胞，通过分泌IL-10、IL-35和TGF-β来抑制病理性、促炎症的淋巴细胞扩增。同时，它们也通过影响T细胞的分化，来促进调节T(Treg)细胞的产生。尚未有统一的Breg细胞特征被阐明，但是多种具有类似功能的Breg细胞亚群已在人类和小鼠中被发现。关于这些Breg细胞亚群之间的关系，以及Breg细胞的分化途径，现在仍然有待研究。[25]有证据表明任何类型的B细胞都可能在炎症信号的刺激下分化为Breg细胞[27]。
- 浆细胞样树突状细胞：一类特殊的树突状细胞，具有浆细胞的特征，但其功能是生产出大量的细胞因子来激活免疫系统并提醒周围细胞

## 相关疾病
异常B细胞识别自身抗原，并分泌攻击自身组分的抗体时，可能导致自身免疫病。与B细胞异常相关的自身免疫病包括硬皮病、多发性硬化、系统性红斑狼疮、一型糖尿病和类风湿性关节炎。
B细胞及其前体的恶性转化可以引发癌症，包括B細胞慢性淋巴細胞白血病、急性淋巴性白血病、毛细胞白血病、滤泡性淋巴瘤、非霍奇金淋巴瘤、霍奇金淋巴瘤。浆细胞的恶性病变则包括多发性骨髓瘤、華氏巨球蛋白血症、以及某些形式的淀粉样变性。